# Municipio de Independence (condado de Lee)
El municipio de Independence (en inglés: Independence Township) es un municipio ubicado en el condado de Lee en el estado estadounidense de Arkansas. En el año 2010 tenía una población de 5266 habitantes y una densidad poblacional de 15,98 personas por km².

## Geografía
El municipio de Independence se encuentra ubicado en las coordenadas 34°45′53″N 90°42′38″O / 34.76472, -90.71056. Según la Oficina del Censo de los Estados Unidos, el municipio tiene una superficie total de 329.53 km², de la cual 319,5 km² corresponden a tierra firme y (3,04 %) 10,03 km² es agua.

## Demografía
Según el censo de 2010, había 5266 personas residiendo en el municipio de Independence. La densidad de población era de 15,98 hab./km². De los 5266 habitantes, el municipio de Independence estaba compuesto por el 29,4 % blancos, el 68,04 % eran afroamericanos, el 0,51 % eran amerindios, el 0,61 % eran asiáticos, el 0,36 % eran de otras razas y el 1,08 % eran de una mezcla de razas. Del total de la población el 1,18 % eran hispanos o latinos de cualquier raza.